# Sinhá Moça (2006)
Sinhá Moça é uma telenovela brasileira produzida e exibida pela TV Globo de 13 de março a 13 de outubro de 2006, em 185 capítulos. Substituiu Alma Gêmea e sendo substituída por O Profeta, foi a 67ª "novela das seis" exibida pela emissora.
Baseada no romance homônimo de Maria Dezonne Pacheco Fernandes, publicado em 1950. Adaptada por Benedito Ruy Barbosa, com a colaboração de Edmara Barbosa e Edilene Barbosa. A direção foi de Marcelo Travesso e Luiz Antônio Pilar, com a direção geral de Rogério Gomes e de núcleo de Ricardo Waddington. A obra já tinha sido adaptada pela própria Globo em 1986 no formato de telenovela.
Contou com as atuações de Débora Falabella, Danton Mello, Osmar Prado, Patricia Pillar, Cris Vianna, Celso Frateschi, Milton Gonçalves e Bruno Gagliasso.

## Enredo
Abolicionistas e escravocratas se defrontam em Araruna, pequena cidade fictícia do interior de São Paulo, em 1886. A novela retrata a história de amor da bela e rica Sinhá Moça - filha do escravocrata  Barão Ferreira de Araruna, e da doce e submissa Mãe Cândida - , com o jovem advogado abolicionista Dr. Rodolfo Fontes - filho de Dr. Fontes, e da dona de casa Inêz. Juntos, eles enfrentam as dificuldades na campanha para a abolição dos escravos.
A novela começa com Sinhá Moça aos dez anos de idade. Ela está junto de Rafael, um escravo mestiço de olhos verdes e seu grande amigo de infância. Eles testemunham a morte de um escravo idoso, chamado Pai José, bisavô de Rafael e avô de sua mãe Maria das Dores. Pai José é chicoteado no tronco pelo feitor Bruno, a mando do Barão de Araruna. Mesmo criança, Sinhá Moça já enfrenta o pai e, com a ajuda de Rafael, com doze anos, desamarram Pai José, que morre nos braços das duas crianças. Antes, o velho negro revela a Rafael que ele é filho do Barão Ferreira de Araruna. Essa revelação deixa o garoto abalado, pois ele já gosta de Sinhá Moça como homem. Por sorte, a menina não ouve essa conversa, sequer desconfia que ele é seu meio-irmão.
Rafael vai falar com a mãe, a escrava Maria das Dores, que pede que o filho guarde segredo; nem o Barão tem conhecimento de sua paternidade. O Barão  Ferreira de Araruna acredita que Rafael é filho de seu primo-irmão Aristides, amante de Maria das Dores. A mucama se deitara com o Barão uma única vez e à força. Mesmo grávida, continuara a se deitar com Aristides, mas logo revelou a ele o que havia acontecido. Aristides, ciente de tudo, quis comprar Maria das Dores, mas seu primo-irmão, o Coronel Ferreira, não deixou que a negra fosse vendida. Durante alguns anos, Das Dores e Rafael continuam apanhando e sofrendo nas mãos dos feitores. Rafael, então, jura vingança contra o Barão. Anos depois, porém, Maria das Dores e seu filho são vendidos a um homem bom, que os leva para  a cidade de São Paulo. Tempos depois, com a morte de Aristides, Maria das Dores irá herdar uma casa e um bom dinheiro, suficiente para comprar sua liberdade e a de seu filho Rafael.
Sinhá Moça chora muito com a despedida de Rafael e vai se consolar com Bá, uma escrava que a amamentou bebê, e que teve seu filho roubado pelo coronel assim que a criança nasceu, por pura maldade dele. Bá transferiu seu amor pelo filho roubado a ela, e a trata muito bem, e não guarda ódio do Coronel e o perdoou, e espera um dia reencontrar seu filho.
Nove anos se passam e chega o ano de 1886. Sinhá Moça é, agora, uma bela e culta donzela, que estuda no ensino secundário, a fim de se formar no curso normal, para dar aulas ao primário de Araruna. Ela mora num pensionato com as amigas há quatro anos, contra a vontade do pai, que achava que ela devia se casar cedo e ter muitos filhos homens para administrarem a fazenda. Sua mãe, porém, conseguiu se impor, acreditando na importância do estudo para a vida de uma mulher.
Assim que seus estudos terminam, Sinhá Moça volta a Araruna. Na viagem de trem, ela conhece Rodolfo, um rapaz interessante mas que também a aborrece, principalmente quando conversam sobre abolicionismo. Rodolfo disfarça suas ideias avançadas, por acreditar que a moça, filha do Barão, certamente deve ser escravocrata. Ledo engano. Sinhá Moça também é abolicionista e critica as atitudes do pai, o Barão de Araruna.
Mesmo mentindo, Rodolfo consegue causar uma grande impressão em Sinhá Moça. Com o tempo, ela irá se apaixonar por ele e viverão um grande amor, sempre escondido do pai dela. Principalmente quando o Barão descobre que Rodolfo é abolicionista, e mentiu o tempo todo apenas para se aproximar de sua filha.
Sinhá Moça e Rodolfo, junto de outros defensores da liberdade, invadem senzalas à noite e libertam os negros, entregando-os às associações abolicionistas, que os orientam rumo à nova vida. Isso causa comentários na cidade de Araruna, perante os austeros fazendeiros, liderados pelo cruel Barão.
Do outro lado da história está Dimas (que na verdade é o menino Rafael, ex-escravo alforriado), que volta a Araruna, muito poderoso, querendo vingança, com sua obstinada luta para destruir o Barão.
Antes de ser vendido pelo Barão, Dimas/Rafael foi o grande companheiro de infância de Sinhá Moça. Depois de alforriado, assumiu o nome de Dimas, e se tornou o braço direito de Augusto, um jornalista íntegro e abolicionista convicto, que luta para difundir seus ideais através do jornal semanal A Voz de Araruna, tendo como principal opositor o Barão Ferreira de Araruna. Apaixonada por Dimas está Juliana, neta do jornalista. Juliana e ele viverão um grande amor, e ambos, juntos com Sinhá Moça e Rodolfo, moverão céus e terras para destruir o Barão e prender todos os donos de escravos. Fundam uma sociedade abolicionista, e ajudam escravos fugitivos.

## Elenco
| Intérprete          | Personagem                                    |
| ------------------- | --------------------------------------------- |
| Débora Falabella    | Maria das Graças Ferreira Fontes (Sinhá Moça) |
| Danton Mello        | Rodolfo Garcia Fontes / Irmão do Quilombo     |
| Osmar Prado         | Coronel José Ferreira, Barão de Araruna       |
| Patrícia Pillar     | Cândida Ferreira, Baronesa de Araruna         |
| Bruno Gagliasso     | Ricardo Garcia Fontes                         |
| Isis Valverde       | Ana Luísa Maria Teixeira (Ana do Véu)         |
| Eriberto Leão       | Dimas / Rafael das Dores                      |
| Vanessa Giácomo     | Juliana Castroneves                           |
| Reginaldo Faria     | Dr. Geraldo Fontes (Dr. Fontes)               |
| Lu Grimaldi         | Inês Garcia Fontes                            |
| Caio Blat           | Mário Mathias                                 |
| Oscar Magrini       | Manoel Teixeira                               |
| Gisele Fróes        | Nina Teixeira                                 |
| Zezé Motta          | Bá Virgínia                                   |
| Humberto Martins    | Feitor Bruno                                  |
| Alexandre Moreno    | Justino das Dores                             |
| Lucy Ramos          | Adelaide                                      |
| Sérgio Menezes      | Fulgêncio                                     |
| Fabrício Boliveira  | Sebastião (Bastião)                           |
| Alexandre Rodrigues | Bento (Bentinho)                              |
| Maurício Gonçalves  | Justo de Sá Filho / Capitão-do-Mato           |
| Gésio Amadeu        | Justo de Sá                                   |
| Carlos Vereza       | Augusto Castroneves                           |
| Othon Bastos        | Raul Coutinho (Coutinho)                      |
| Jackson Antunes     | Delegado Antero                               |
| Clementino Kelé     | Pai Tobias                                    |
| Elias Gleiser       | Frei José                                     |
| Eduardo Pires       | José Coutinho                                 |
| Bruno Udovic        | Felipe Vila (Vila)                            |
| Edyr Duque          | Rute                                          |
| Chico Anysio        | Everaldo Mathias                              |
| Rogério Falabella   | Nogueira                                      |
| John Herbert        | Viriato                                       |
| Edwin Luisi         | Martinho                                      |
| Fernando Petelinkar | Tibúrcio                                      |
| Bruno Costa         | Renato                                        |
| Joaquim de Castro   | Pedro                                         |
| Claudio Galvan      | Bobó                                          |
| Harley Vas          | Soldado Alcebíades                            |
| Alexander Sil       | Thomaz                                        |

### Participações especiais
| Intérprete          | Personagem                  |
| ------------------- | --------------------------- |
| Cris Vianna         | Maria das Dores (Das Dores) |
| Milton Gonçalves    | Pai José das Dores          |
| Ruth de Souza       | Mãe Maria                   |
| José Augusto Branco | Dr. João Amorim             |
| Guilherme Berenguer | Eduardo Tavares             |
| Osvaldo Baraúna     | Honório                     |
| Celso Frateschi     | Inácio                      |
| Flávio Bauraqui     | André                       |
| Guida Vianna        | Elvira                      |
| Rosa Marya Colin    | Balbina                     |
| Paulo de Almeida    | Soldado Antão               |
| Tatiana Tiburcio    | Nena                        |
| Clementino Kelé     | Pai Tobias                  |
| Alexandre Damascena | Antônio                     |
| André Vieira        | Luiz                        |
| Delano Avelar       | maquinista do trem          |
| Marcelo Batista     | Bento                       |
| Créo Kellab         | Tonho                       |
| William Vita        | Sião                        |
| Larissa Biondo      | Sinhá Moça (criança)        |
| Lucas Rocha         | Rafael (criança)            |

## Produção
A trama é um remake de um dos maiores sucessos televisivos de Benedito Ruy Barbosa, a novela Sinhá Moça, exibida em 1986. O autor recebeu aval para fazer uma nova versão da novela em 2005, depois do grande sucesso de Cabocla, exibida em 2004. A novela foi gravada com uma imagem, que parecia de cinema ou de TV de alta definição, foi editada com computação gráfica na pós-produção, para ganhar um efeito cinematográfico. Também foi a primeira novela da Rede Globo que utilizou o equipamento de edição High Definition, software capaz de deixar as imagens mais próximas das de cinema. Este fato, a princípio causou uma certa estranheza nos telespectadores.
Também foi utilizado base light, um software holandês, que deu à novela ares de minissérie. As gravações da novela começaram em janeiro de 2006, nas cidades de Três Rios, em Campinas e Bananal, no interior paulista. Além das locações em fazendas coloniais em São Paulo e no Rio de Janeiro, também foi feita uma cidade cenográfica com 8.868m2 na Central Globo de Produção, Projac, em Jacarepaguá.
A telenovela sofreu algumas críticas por estudiosos e representantes do movimento negro no Brasil. Segundo eles, a trama abordava o racismo de maneira brusca e por meio das cenas de violência e maus-tratos contra os negros, transmitia "uma ideia de inferiorização da raça".

### Escolha do elenco
Originalmente Carolina Dieckmann e Ana Paula Arósio foram cogitadas para a protagonista, porém ambas decidiram aceitar outros papéis em Cobras & Lagartos e Páginas da Vida, respectivamente. Débora Falabella foi escalada na sequência por já vir de papeis com perfil de mulheres fortes. Já Bruno Gagliasso estava escalado como protagonista de Cobras e Lagartos, porém desistiu do papel para integrar Sinhá Moça a pedido do autor, que sonhava em trabalhar com ele. Juliana Baroni e Isis Valverde realizaram os testes para interpretar Ana do Véu, porém a segunda acabou ficando com o papel. Por ser uma atriz iniciante, Isis foi proibida de aparecer em público até que o rosto da personagem fosse revelada na trama, mantendo o segredo também em vida real. Guilherme Berenguer entrou na novela em 9 de agosto de 2006 como contrapeso ao romance de Ana e Ricardo.

## Exibição

### Reprises
Foi reapresentada no Vale a Pena Ver de Novo entre 15 de março e 10 de setembro de 2010, em 130 capítulos, substituindo a sua antecessora original Alma Gêmea e sendo substituída por Sete Pecados. Foi a primeira novela a ser exibida pelo bloco de reprises na década de 2010.
Foi reapresentada na íntegra no Viva de 1.° de janeiro a 2 de agosto de 2024, substituindo Escrito nas Estrelas e sendo substituída por Cobras & Lagartos na faixa das 15h30, com reprise às 23h50 e maratona aos domingos de 14h30 às 19h10. Foi a primeira trama a ter as suas duas versões exibidas pelo canal, já que a versão de 1986 foi reprisada em 2018.

### Outras Mídias
Em 9 de setembro de 2024, foi disponibilizada na íntegra pelo Globoplay, como parte do Projeto Resgate.

### Exibição internacional
A trama de Benedito Ruy Barbosa já foi vendida para mais de 22 países, e foi finalista a melhor série no Emmy Internacional 2006 e Seoul Drama Awards 2007.
- Portugal - SIC
- Chile - Canal 4 La Red
- Argentina - Canal 9
- Paraguai - Canal 13, Paravision e Tigo TV
- Uruguai - Teledoce
- República Dominicana - Tele Antillas
- Costa Rica - Teletica
- Cuba - Canal Habana
- México - Azteca 7
- Estados Unidos - Telemundo
- Canadá - OMNI1
- Israel - Canal 4
- Roménia - Acasa TV
- Timor-Leste - TVTL
- Croácia - HRT

## Música
As canções Na Ribeira Deste Rio, de Dori Caymmi, e Camará, de Walter Queiroz, já haviam feito parte da trilha sonora da primeira versão da novela, exibida em 1986.
Capa: Débora Falabella.
1. Sinhá Moça - Leonardo
2. Amor Eterno - Gian & Giovani
3. É Amor, É Paixão - Chitãozinho & Xororó
4. Negro Rei - Cidade Negra
5. Quando a Gente Ama - Oswaldo Montenegro
6. Mistérios da Vida - Arleno Farias
7. Custe o Que Custar - Fagner
8. Você e Eu - Fernanda Porto
9. Minha Namorada - Maria Bethânia
10. Na Ribeira Deste Rio - Dori Caymmi
11. Manhãs Bonitas - Guarabyra
12. Ser Um Só - Chico César
13. Esse Negro Não Se Enxerga - Batacotô
14. Camará - Walter Queiroz

## Repercussão

### Audiência
A estreia de Sinhá Moça marcou média de 36 pontos e share de 58%. Seu último capítulo marcou média de 35 pontos, com pico de 39 pontos e 56% de participação. Teve uma média geral de 33 pontos, acima da meta para o horário, que era de 30 pontos. A trama esbarrou na exibição da Copa do Mundo e o horário político.

#### Reprise
A reprise estreou com uma média de 16 pontos. O seu recorde foi alcançado em 7 de setembro de 2010, quando atingiu 23 pontos de média, chegando aos 29 pontos de pico.  No último capítulo, alcançou 17 pontos.  Em sua reprise, marcou média geral de 15 pontos na Grande São Paulo. 

### Prêmios
A segunda versão de Sinhá Moça foi a primeira telenovela inscrita ao Prêmio Emmy Internacional, indicada na categoria "série dramática". Além disso, Milton Gonçalves chegou a apresentar o prêmio, na categoria "melhor programa infantil/adolescente" ao lado da atriz Susan Sarandon, sendo o primeiro brasileiro a apresentá-lo.